# Marlioz
Marlioz (prononcé « Marlio ») est une commune française située dans le département de la Haute-Savoie, en région Auvergne-Rhône-Alpes.

## Urbanisme

### Typologie
Au 1er janvier 2024, Marlioz est catégorisée commune rurale à habitat dispersé, selon la nouvelle grille communale de densité à sept niveaux définie par l'Insee en 2022.
Elle est située hors unité urbaine. Par ailleurs la commune fait partie de l'aire d'attraction de Genève - Annemasse (partie française), dont elle est une commune de la couronne,. Cette aire, qui regroupe 158 communes, est catégorisée dans les aires de 700 000 habitants ou plus (hors Paris),.

### Occupation des sols
L'occupation des sols de la commune, telle qu'elle ressort de la base de données européenne d’occupation biophysique des sols Corine Land Cover (CLC), est marquée par l'importance des territoires agricoles (66,8 % en 2018), en diminution par rapport à 1990 (67,9 %). La répartition détaillée en 2018 est la suivante : 
zones agricoles hétérogènes (37,8 %), forêts (28,1 %), prairies (19,7 %), terres arables (9,2 %), zones urbanisées (5,1 %).
L'IGN met par ailleurs à disposition un outil en ligne permettant de comparer l’évolution dans le temps de l’occupation des sols de la commune (ou de territoires à des échelles différentes). Plusieurs époques sont accessibles sous forme de cartes ou photos aériennes : la carte de Cassini (XVIIIe siècle), la carte d'état-major (1820-1866) et la période actuelle (1950 à aujourd'hui).

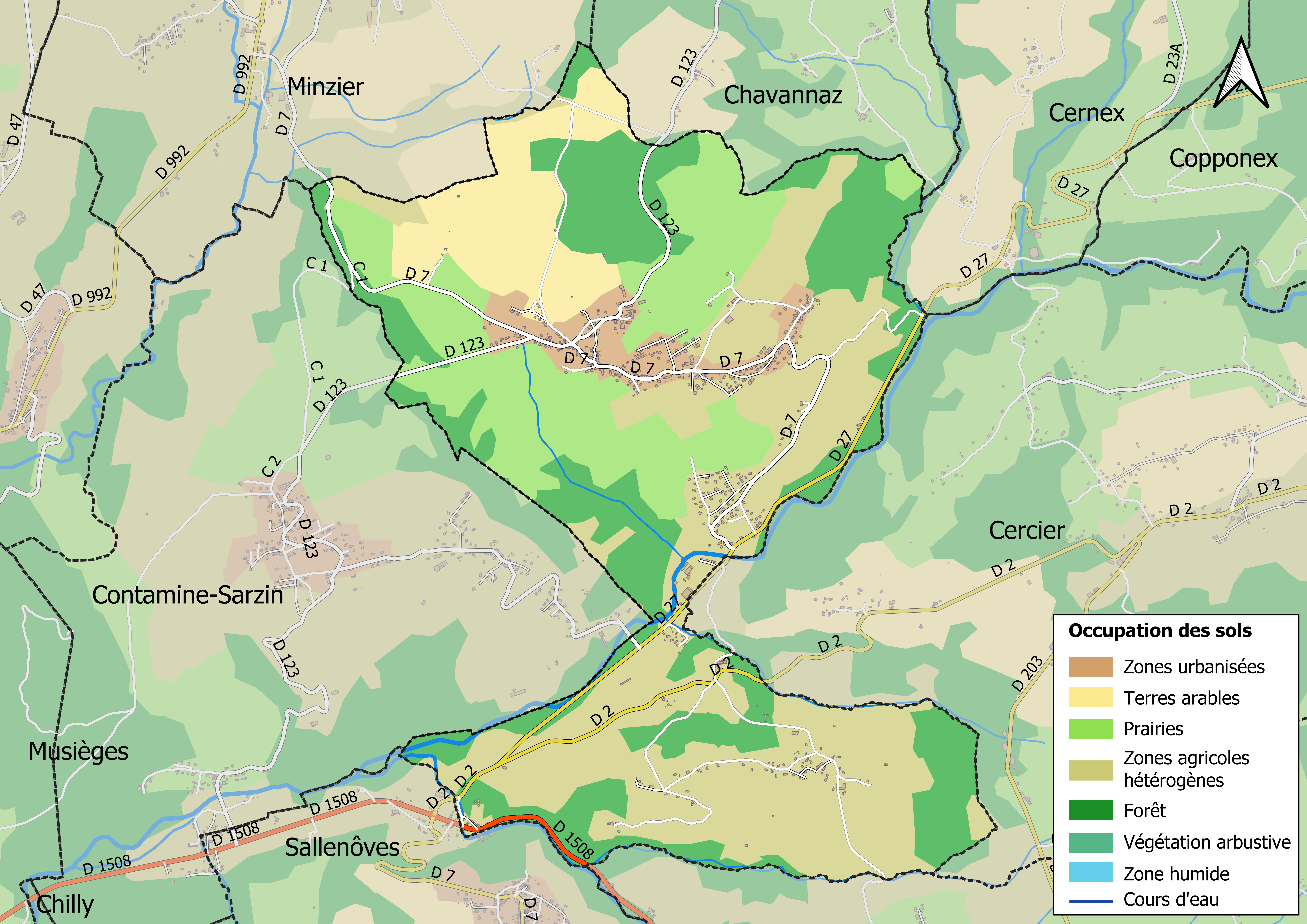
Carte des infrastructures et de l'occupation des sols en 2018 (CLC) de la commune.
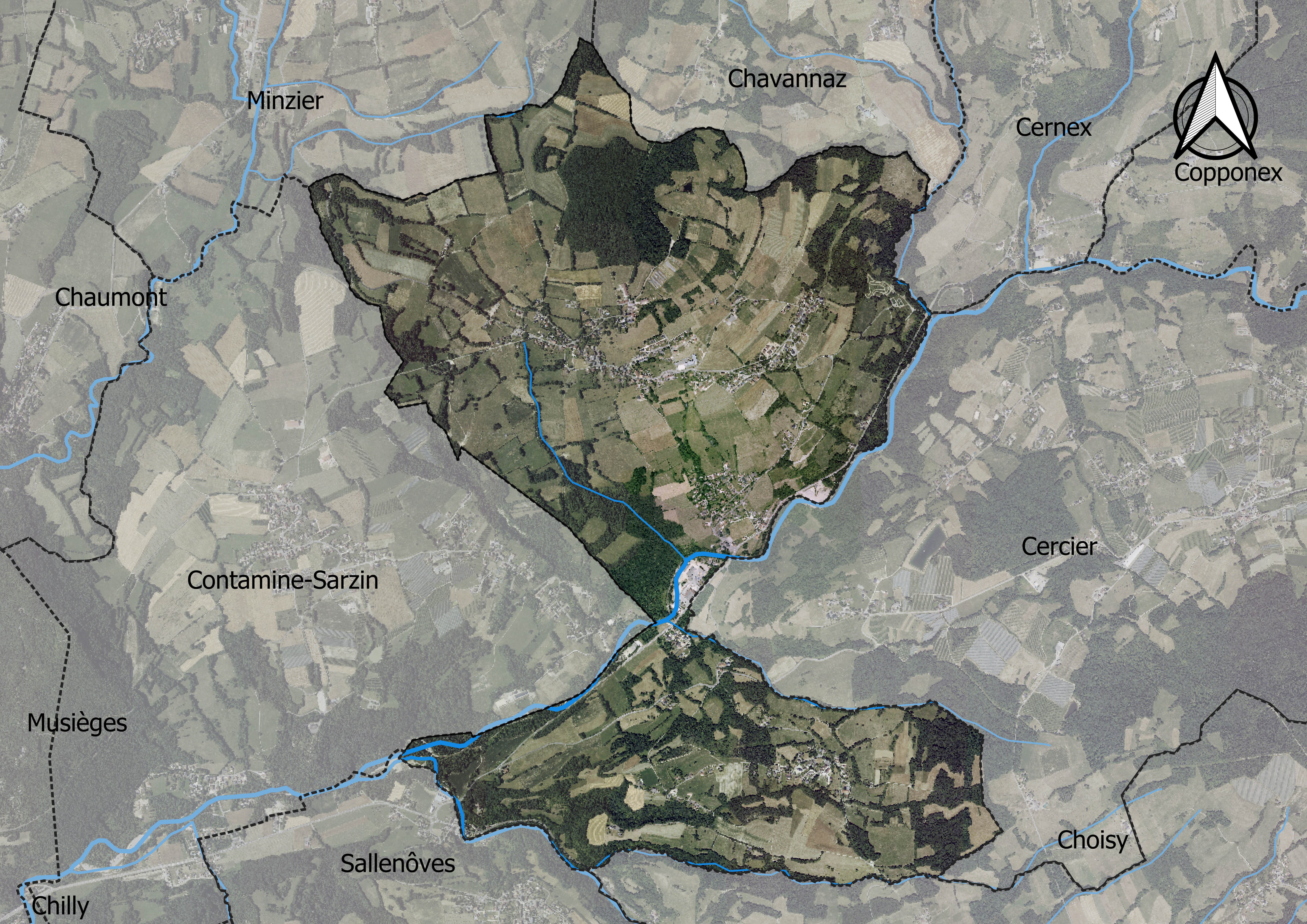
Carte orthophotogrammétrique de la commune.

## Toponymie
Les formes anciennes de la commune ou de la paroisse sont Joannes de Marlio (1329), Cura de Marlio (vers 1344) ou encore Ante maladariam de Aquis in territorio de Marlio (acte d'inféodisation, 1413),.
Le site henrysuter.ch considère que le nom proviendrait de l'usage du site avec l'exploitation d'une « carrière de marne ou marlière ». En ancien français, marla, marle désigné la craie. Pour Gros, le nom proviendrait d'un nom de domaine gallo-romain Mariliacus.
En francoprovençal, le nom de la commune s'écrit Marlyo, selon la graphie de Conflans.

## Histoire
Il y avait deux seigneuries à Marlioz :
- l'une fut inféodée par les comtes de Genève aux Confignon. Elle passa ensuite aux de la Croix, aux du Clos. Leur maison-forte brûla au milieu du XVe siècle ;
- l'autre, dite de la Tour de Marlioz. De la fin du XIIIe au début du XVe, elle est habitée par les de Marlioz. Il devait y avoir une tour plus tard transformée en maison-forte. La seigneurie passe aux Viry puis aux Sallenove. À partir de la fin du XVIe, les propriétaires se succèdent rapidement. De 1594 à 1741, elle est tenue par les Livron. Puis ce sont les Pingon qui l'acquièrent. Vers 1830, le comte de la Prunarède achète des reliques pour l'église paroissiale et crée un pèlerinage[13].

## Politique et administration
| Période                                  | Période                     | Identité     | Étiquette | Qualité |
| ---------------------------------------- | --------------------------- | ------------ | --------- | ------- |
| Les données manquantes sont à compléter. |                             |              |           |         |
| avant 2002                               | ?                           | Alain Armand | DVD       |         |
| mars 2014                                | En cours (au 30 avril 2014) | Bruno Penasa |           |         |

## Population et société
Ses habitants sont appelés les Marlioziennes et les Marlioziens.

### Démographie
L'évolution du nombre d'habitants est connue à travers les recensements de la population effectués dans la commune depuis 1793. Pour les communes de moins de 10 000 habitants, une enquête de recensement portant sur toute la population est réalisée tous les cinq ans, les populations de référence des années intermédiaires étant quant à elles estimées par interpolation ou extrapolation. Pour la commune, le premier recensement exhaustif entrant dans le cadre du nouveau dispositif a été réalisé en 2006.

En 2022, la commune comptait 1 052 habitants, en évolution de +4,68 % par rapport à 2016 (Haute-Savoie : +6,01 %, France hors Mayotte : +2,11 %).
| 1793 | 1800 | 1806 | 1822 | 1838 | 1848 | 1858 | 1861 | 1866 |
| ---- | ---- | ---- | ---- | ---- | ---- | ---- | ---- | ---- |
| 540  | 506  | 517  | 580  | 723  | 843  | 701  | 695  | 622  |

| 1872 | 1876 | 1881 | 1886 | 1891 | 1896 | 1901 | 1906 | 1911 |
| ---- | ---- | ---- | ---- | ---- | ---- | ---- | ---- | ---- |
| 708  | 659  | 624  | 643  | 628  | 619  | 552  | 582  | 550  |

| 1921 | 1926 | 1931 | 1936 | 1946 | 1954 | 1962 | 1968 | 1975 |
| ---- | ---- | ---- | ---- | ---- | ---- | ---- | ---- | ---- |
| 488  | 434  | 418  | 435  | 358  | 306  | 312  | 285  | 234  |

| 1982 | 1990 | 1999 | 2006 | 2011 | 2016  | 2021  | 2022  | - |
| ---- | ---- | ---- | ---- | ---- | ----- | ----- | ----- | - |
| 313  | 428  | 440  | 616  | 715  | 1 005 | 1 052 | 1 052 | - |

### Enseignement
La commune de Marlioz est située dans l'académie de Grenoble. En 2015, elle administre une école maternelle et une école élémentaire regroupant 132 élèves.

## Culture locale et patrimoine

### Lieux et monuments
- Église Saint-Aubin.
- Château de Marlioz, ancienne maison forte[20]
- Château de Sallenôves.

### Personnalités liées à la commune
Monseigneur de Thiollaz, évêque d'Annecy, a établi en 1831, en la paroisse de Marlioz, (église Saint-Aubin) les 3 mai et 10 septembre de chaque année, deux neuvaines en l'honneur de la Sainte Croix.

### Héraldique
| Blason de Marlioz | Blason  | Tranché abaissé à dextre, haussé à senestre, d'un palé d'argent et de gueules, à la cotice d'or abaissée et brochante, et de gueules à la cotice d'argent côtoyée de deux filets du même ; à la cotice d'azur brochant sur la partition. |
| Blason de Marlioz | Détails | Le statut officiel du blason reste à déterminer. |